# Грузинский чай
Грузинский чай (груз. ქართული ჩაი) — чай, производившийся в Российской Империи (Тифлисская губерния), Советском Союзе (на территории Грузинской ССР), а в настоящее время — в Грузии.

## История
Массовое потребление чая, превратившееся в России к началу XIX века практически в национальную традицию, естественно, привело к мысли о производстве чайного листа непосредственно на территории Российской империи. Такие попытки предпринимались в XIX — начале XX века неоднократно, хотя систематическая работа по созданию отечественного чая началась только во времена СССР. Первые попытки вырастить чай в России предпринимались в 1830-х годах (в то же время, когда англичане создавали своё чайное производство в колониях, в частности, в Индии). Разводить чай пыталась сначала православная церковь, позже этим занялись некоторые богатые землевладельцы. Известны опыты по разведению чая, предпринятые грузинскими князьями Эристави. Первопроходцем в научном разведении чая на плантациях Батумского ботанического сада стал русский ученый Андрей Краснов ещё в 1910-е гг.
Первые промышленные плантации чая на территории Грузии появились после Крымской войны (1853—1856) — пленный английский офицер Джекоб Макнамарра, женившийся на грузинке и оставшийся жить в Грузии, создал небольшие плантации в районе Озургети и Чаквы и развернул производство чая. На торгово-промышленной выставке 1864 года был впервые представлен «кавказский чай». Впрочем, качество этого чая было невысоким, и использовался он исключительно для примешивания к китайскому чаю.
В 1893 году Константин Семёнович Попов, наследник и продолжатель семейного чайного бизнеса начатого Константином Абрамовичем Поповым, приобрёл под чайные плантации несколько участков в Чакви вблизи Батуми, закупил рассаду и семена чайного куста и пригласил из Китая специалиста чайного дела Лау Джон Джау и несколько китайских рабочих. Под руководством Лау Джон Джау были выращены чайные листья высокого качества, в 1896 году был получен первый чай с новых плантаций, а в 1900 году чай плантаций Попова получил золотую медаль на выставке в Париже.
К началу XX века было доказано, что грузинский чайный куст, при правильном сборе и обработке, может давать высококачественный чай. Выпускавшиеся до революции сорта «Богатырь», «Кара-Дере», «Зедобань», «Озургетский» были весьма качественными. Благодаря высокому содержанию типсов (чайных почек) они могли успешно соперничать с китайскими чаями. Одним из лучших считался «Русский чай Дядюшкина» — чёрный чай с содержанием типсов до 5,5 %, который по качеству превосходил ординарные китайские чаи. Этот сорт получил золотую медаль на Парижской выставке 1899 года.
Тем не менее, по объёмам производства грузинский чай не мог составить реальной конкуренции привозному. Чаеводство развивалось медленно: к 1917 году общая площадь всех чайных плантаций в России немногим превышала 900 га. Реального экономического значения они не имели, в основном в России продолжали пить китайский чай.
Активное развитие чаеводства в Грузии началось уже в советские времена. В 1920-е годы была принята программа по развитию чайного дела в стране, создан Анасеульский научно-исследовательский институт чая, чайной промышленности и субтропических культур, цель работ которого была в селекционной работе по выводу новых сортов чая. В разных регионах Западной Грузии было построено несколько десятков чайных фабрик. Начались регулярные посадки чайных плантаций (старые к 1920 году полностью погибли).
В 1948 году Ксения Бахтадзе впервые в мире вывела искусственные гибриды чая: сорта «Грузинский № 1» и «Грузинский № 2». Впоследствии селекционная работа продолжалась, были выведены качественные сорта чая, обладающие при этом уникальной жизнеспособностью. Так, например, гибрид «Грузинский селекционный № 8» выдерживал зимние температуры до −25 °C.

Размах социалистического строительства охватил советские субтропики. В результате огромного труда грузинских крестьян, агрономов, учёных Черноморское побережье Грузии стало краем обширных чайных плантаций. Но это произошло не вдруг, не сразу были собраны в кулак силы для наступления на субтропическую целину. ЦК ВКП(б) ещё в 1931 г. поставил перед Грузинской партийной организацией задачу максимального расширения чайных плантаций (в совхозах), а также всемерного внедрения этой культуры в колхозах, путём ряда специальных поощрительных мероприятий (хлебоснабжение, снабжение промтоварами, льготы по кредиту и т. д.)… Советское правительство стало выдавать крестьянам долгосрочные ссуды. И дело двинулось! Площади чайных плантаций стали расти год от года, вытесняя дикие заросли и топи болот. Уже в годы первых пятилеток Советский Союз смог отказаться от импорта чайных семян и значительно сократить ввоз чая из-за рубежа. Чаеводство стало гордостью социалистического земледелия Грузии, её ведущей отраслью. Сейчас плантации грузинского чая занимают свыше 64 тысяч гектаров. Отдельные колхозы и совхозы получают по 5—7 тысяч килограммов листа с гектара. Смешно вспоминать в наши дни предсказания некоторых «специалистов» насчёт того, что «разведение кавказского чая не имеет для России практического значения» и что «очень далеко то время, когда кавказский чай завоюет себе рынки в европейской России».
К концу 1970-х годов в Грузии готового чая производилось 95 тыс. тонн в год. Грузинский чай шёл на экспорт, в Польшу, ГДР, Венгрию, Румынию, Финляндию, Чехословакию, Болгарию, Югославию, Афганистан, Иран, Сирию, Южный Йемен, Монголию. В Грузии производился чёрный байховый чай, зелёный листовой, плиточный, кирпичный. Чёрный чай потребляли европейские республики СССР и страны Европы, зелёный — Казахстан, Туркменистан, Узбекистан и другие страны Центральной Азии. Была разработана технология производства жёлтого чая, однако в массовое производство он не пошёл, так как ни одно из предприятий не взялось за его освоение.
В 1970-х годах, вместе с ростом объёма производства грузинского чая, было отмечено прогрессирующее падение его качества. Переход с ручного сбора чайного листа на механический привёл к резкому ухудшению качества сырья. В состав чая попадали не только верхние, молодые листья и типсы, но и нижние, старые и грубые, листья. Избежать этого при механическом сборе невозможно даже при идеальном состоянии оборудования, а при неточной настройке чаеуборочных машин крайне низкое качество собранного сырья становится практически правилом. Допускались и прямые нарушения технологии сбора чайного листа, например, сбор его в сырую погоду. Своё влияние на ухудшение качества оказали и попытки перехода на ускоренные способы обработки листа, которые также предпринимались в конце 1970-х годов. В частности, из процесса производства был исключён отдельный процесс ферментации (предполагалось, что достаточная степень ферментации листа достигается в процессе скручивания), двукратная сушка была заменена на однократную с последующей термической обработкой, которая приводила к ухудшению аромата чая при том, что он всё равно выходил недосушенным.
За последнее десятилетие существования СССР производство чая в Грузии снизилось до 57 тыс. тонн, при этом из-за падения качества практически до потребителя доходило менее половины этого количества, так как остальное выбраковывалось на чаеразвесочных фабриках. Деградация качества привела к формированию устойчивого представления о грузинском чае как некачественном продукте, который можно употреблять только при отсутствии любой альтернативы.
В первые годы после распада СССР и российское и грузинское производство чая было заброшено. Грузия не имела причин сохранять это производство, поскольку основным её рынком сбыта была Российская Федерация, которая из-за падения качества грузинского чая уже переориентировавшаяся на закупку чая в других государствах. В последующие годы чайное производство в Грузии стало постепенно восстанавливаться, хотя до настоящего времени грузинский чай не вернул себе былых позиций. Современный грузинский чай по качеству намного лучше того, что производился в последние годы советской власти, в целом он характеризуется как «нормальный, среднего прочного качества чай с хорошо выраженными натуральными признаками», при этом он существенно дешевле китайского или индийского. Известные производители: Гуриели, Шемокмеди, Самаия.

## Номенклатура

### Чёрный грузинский чай
Чёрный грузинский чай ведёт своё происхождение от китайского, преимущественно — от известного сорта кимынь (кимун). На его качестве (высших сортов) положительно сказывается наличие типсов. Настой грузинского чая имеет менее выраженную окраску, чем индийский или цейлонский, для получения крепкого чая его следует заваривать 1,5-2 чайные ложки на чашку. Правильно заваренный качественный грузинский чай — ароматный, с приятным, нерезким вкусом. Использование грузинского чая в смесях с индийским или цейлонским возможно, но приводит к маскировке его естественного вкуса, так как вкус индийского и цейлонского чаёв существенно более резкий. Ещё одной особенностью грузинского чая является его способность очень быстро экстрагироваться.
Недостатки грузинского чая — наличие посторонних включений, пыли, частей побегов и грубых нижних листьев, нарушение технологии, использование неоправданно сокращённых технологий производства. Все эти недостатки, характерные для грузинского чая советского периода, создали ему дурную славу, сохраняющуюся и по сей день.
Номенклатура чёрных грузинских чаёв была небогата:
- Букет Грузии.
- Экстра.
- Высший сорт.
- Первый сорт.
- Второй сорт.

«Букет» и «Экстра» имели наивысшее качество, чистоту. Эти чаи производились только из верхних листов куста и содержали типсы. Высший сорт — нормальный чёрный резаный листовой чай из первых листьев. Качество первого сорта уже было заметно ниже, главным образом, из-за худшей чистоты и включения большого количества побегов. Чай второго сорта производился из листьев и побегов машинной сборки, содержал очень много посторонних включений и был крайне непопулярен.
Можно также отметить «Чай № 36» и чай «Бодрость» — в их основе также лежал грузинский чайный материал, но существенно «разбавленный» импортным индийским или цейлонским чаем, из-за чего эти сорта пользовались большей популярностью, чем просто грузинский чай.
Неожиданной популярностью пользовался «Чай № 20». Несмотря на то, что он был отнесен ко 2 сорту, этот чай, во-первых, содержал до 1/5 индийского или цейлонского чая, придававших удовлетворительную крепость настою, а во-вторых — материалы, отбракованные для производства сортов «Букет» и «Экстра». Доступный в торговой сети значительно чаще, чем грузинские чаи высших сортов и в сочетании с неплохим качеством, этот чай завоевал популярность у советских покупателей.
Интересно мнение Похлёбкина о грузинском чае: он писал, что сам по себе грузинский чай вовсе не плох, и его недостатки связаны с нарушениями технологии на всех этапах производства, от сбора листа до упаковки. Похлёбкин предложил свой способ заваривания грузинского чёрного чая, позволяющий отчасти скомпенсировать нарушения технологии и получить качественный напиток: предварительно просеять чай, чтобы отделить крошку и пыль, которых может быть до 15-20 %, накалить сухой заварочный чайник до температуры 100—120 °C, положить полуторную навеску чая (1,5 ложки на чашку плюс 1,5-2 ложки) и залить горячей водой, обязательно мягкой. При таком процессе сухой чай подвергается в горячем чайнике дополнительной термообработке, при которой листья «отдают» аромат.

### Зелёный грузинский чай
Номенклатура грузинских зелёных чаёв намного шире, чем чёрных, и содержала несколько десятков торговых сортов. Разновидности зелёного листового грузинского чая маркировались «номерами» — от № 10 до № 125. Номер указывает на качество — № 10 соответствовал самому низкому качеству третьего сорта (фаннингс), № 125 имел лучший зелёный чай высшего сорта. Выше № 125 стояли «Букет Грузии» и «Экстра». Номенклатура сортов выглядела так:
- Букет Грузии — чай наивысшего качества, вне шкалы номеров.
- Экстра — чай наивысшего качества (чуть хуже «букета»), вне шкалы номеров.
- Высший сорт — № 111, 125.
- Первый сорт — № 85, 95, 100, 110.
- Второй сорт — № 45, 55, 60, 65.
- Третий сорт — № 10, 15, 20, 25, 35, 40.

Чаи высших сортов — «букет», «экстра» и высший сорт, — по всем показателям находились на лучшем мировом уровне качества зелёного чая. Чаи первого — третьего сортов имели более низкое качество, хотя даже третий сорт зелёного чая был достаточно неплох. В республиках Центральной Азии был очень популярен грузинский зелёный чай № 95, обладающий характерным терпким вкусом.

## В культуре
В репертуаре группы «Kreis» (ГДР) была песня «Grusinischer Tee» («Грузинский чай»).